# Milan Purović
Milan Purović (in serbo Милан Пуровић?; Titograd, 7 maggio 1985) è un ex calciatore montenegrino e precedentemente jugoslavo, fino alla definitiva conclusione dell'esperienza federativa della Jugoslavia avvenuta nel 2003, nonché serbo-montenegrino, fino alla scissione della Serbia e Montenegro in due stati indipendenti occorsa nel 2006. Di ruolo attaccante.

## Carriera

### Club
Cresciuto nella squadra della sua città, il Budućnost, vi rimane per la sola stagione 2004-2005. Nell'estate del 2005, infatti, si trasferisce a Belgrado, alla Stella Rossa, dove forma con Nikola Žigić una coppia gol tra le migliori di sempre della squadra slava, e con cui vince il campionato serbo-montenegrino 2005-2006, il campionato serbo 2006-2007, la Coppa di Serbia e Montenegro 2006 e la Coppa di Serbia 2007.
Proprio la sua stazza fisica, unita alle buone doti tecniche, suscitano l'interesse di diversi club europei, e alla fine viene ingaggiato dallo Sporting Lisbona, con cui vince subito la Supercoppa del Portogallo 2007.
Nel 2008 viene ceduto in prestito al Kayserispor, in Turchia e agli ungheresi del Videoton nel 2009.
Nel 2010 viene ceduto, sempre in prestito, prima agli sloveni dell'Olimpia Lubiana, poi in Portogallo al Belenenses.
Nel 2011 passa in prestito al Cercle Bruges.

### Nazionale
Ha partecipato, nel 2006, ai Campionati Europei Under-21 2006, con la Nazionale di calcio della Serbia e Montenegro Under-21, arrivando alle semifinali della manifestazione.
Dopo l'indipendenza del Montenegro, è uno dei punti di forza della Nazionale montenegrina.

## Palmarès

### Club

#### Competizioni nazionali
- Campionato serbomontenegrino: 1

Stella Rossa: 2005-2006
- Coppa di Serbia e Montenegro: 1

Stella Rossa: 2005-2006
- Campionato serbo: 1

Stella Rossa: 2006-2007
- Coppa di Serbia: 1

Stella Rossa: 2006-2007
- Supercoppa di Portogallo: 1

Sporting Lisbona: 2007